# Poise
Il poise (simbolo P) è l'unità di misura nel sistema CGS della viscosità dinamica, corrispondente nel Sistema Internazionale al poiseuille (simbolo Pl).
La conversione tra le due unità è molto semplice:
{\displaystyle \mathrm {1\ P=1\ {\frac {g}{cm\cdot s}}={\frac {1}{10}}{\frac {kg}{m\cdot s}}=0.1\,Pa\cdot s} }
Per ragioni storiche è più comune l'uso del sottomultiplo centipoise cP, che equivale al millipoiseuille:
{\displaystyle \mathrm {1\ cP=1\,mPa\cdot s} }
Infatti il centipoise è l'ordine di grandezza in unità CGS più vicino alla viscosità dell'acqua in condizioni normali.
Deve il suo nome allo scienziato francese Jean Louis Marie Poiseuille.

## Viscosità di alcuni materiali
- Acqua: 0,89 cP a 25 °C
- Aria: 0,018 cP a 20 °C